# Paul Hindemith
Paul Hindemith, född 16 november 1895 i Hanau, död 28 december 1963 i Frankfurt am Main, var en tysk tonsättare, altviolinist och dirigent.

## Biografi
Hindemith var son till en hantverkare i Hanau. När föräldrarna försökte hindra honom från att bli musiker, rymde han 11 år gammal och försörjde sig som cafémusiker. Han blev 1906 elev vid Hoch'sche Konservatorium i Frankfurt am Main där han studerade komposition. Hans första stråkkvartett belönades med Mendelssohnpriset.
Mellan 1915 och 1923 arbetade Hindemith först som violinist och snart som förste konsertmästare vid Frankfurtoperan. Han grundade 1923 tillsammans med Licco Amar Amarkvartetten som fram till 1929 turnerade i Tyskland och propagerade för den moderna musiken. 
Under åren 1923–1930 var han, tillsammans med två andra, konstnärlig ledare för musikfesterna i Donaueschingen, vilka 1927 flyttades till Baden-Baden och 1930 vidare till Berlin. Där uruppfördes flera av Hindemiths kompositioner. Under 1920-talet blev Hindemith ryktbar i Tyskland, både som tonsättare och som violinist. 
Han blev 1927 professor i komposition vid Berlins musikhögskola. Hans musik förbjöds av den nazistiska regimen 1934. Det ledde till en kontrovers då det förhindrade uruppförandet av operan Mathis der Maler i Berlin under Wilhelm Furtwängler. Denne protesterade offentligt mot förbudet och det ledde till publikdemonstrationer. Hindemith begärde att få skapa sin musik utan politisk inblandning, men det avslogs och han tog då avsked från sina befattningar inom musiklivet. Därefter spelades ingen musik av Hindemith, men han tilläts fortsätta som lärare. Från 1935 var han tidvis verksam i Turkiet och Schweiz och turnerade i USA, dit han till sist flyttade 1940. Han levde därefter i exil i USA, där han också undervisade vid Yale University fram till 1951. Då återvände han till Tyskland och bosatte sig sedan i Zürich, där han utsågs till professor vid universitetet 1951–1957.

## Kompositioner och stil
Först komponerade Hindemith i den romantiska traditionen och var influerad av Brahms och Reger. Omkring 1920 ändrade han helt stil i antiromantisk riktning med inspiration från Stravinskij. Han hävdade nu en "ny saklighet" med en "objektiv" hantverksmässig inställning till musikskapandet. Genom s.k. Gebrauchsmusik ville han skapa ett slags funktionell och lättillgänglig konstmusik. I samband med operan Mathis der Maler inträdde för Hindemith en ny fas. Han utgav vid samma tid det epokgörande verket Unterweisung im Tonsatz (1–3, 1937–1970) där han lanserar en ny kompositionsteori med ordnande normer för den moderna musikens tonala relationer. Han påverkade därigenom otaliga tonsättare, inte minst de svenska Karl-Birger Blomdahl och Sven-Erik Bäck. Musikutvecklingen efter 1945 tog andra vägar än de Hindemith förespråkat och han var inte längre tongivande som tidigare.  

### Kända verk

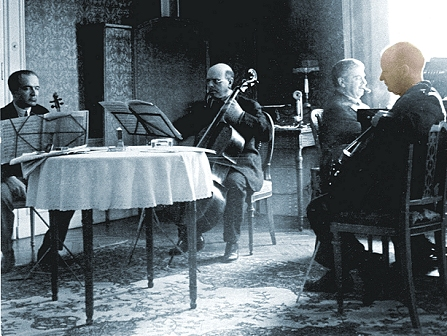
Hindemith 1933

- Stråkkvartett nr 1 i C-dur, op. 2 (1915)
- Stråkkvartett nr 2 i f-moll, op. 10 (1918)
- Stråkkvartett nr 3 i C-dur, op. 16 (1920)
- Mörder, Hoffnung der Frauen, opera i en akt (1921)
- Nusch-Nuschi, opera i en akt (1921)
- Stråkkvartett nr 4, op. 22 (1921)
- Sancta Susanna, opera i en akt (1922)
- Stråkkvartett nr 5, op. 32 (1923)
- Stråktrio nr 1, op. 35 (1924)
- Cardillac, opera i fyra akter (1926, rev. 1952)
- Hin und zurück, sketch med musik i en akt (1927)
- Neues vom Tage, opera i tre delar (1929, rev. 1954)
- Stråktrio nr 2 (1933)
- Mathis der Maler, symfoni (1933/34)
- Mathis der Maler, opera i sju bilder (1934)
- Symfoni i Ess-dur (1934)
- Der Schwanendreher, violakonsert (1935)
- Nobilissima visione, svit ur baletten (1938)
- Violinkonsert i  Ciss-dur (1939)
- Sex sånger för blandad kör till text av Rainer Maria Rilke (1939)
- De fyra temperamenten, balett (1940)
- Cellokonsert (1940)
- Ludus tonalis för piano (1942)
- Symfonisk metamorfos över temata av Carl Maria von Weber (1943)
- Stråkkvartett nr 6 i Ess-dur (1943)
- Stråkkvartett nr 7 i Ess-dur (1945)
- Pianokonsert (1945)
- Klarinettkonsert (1947)
- Das Marienleben, op. 27, sångcykel för sopran och piano eller orkester till text av Rainer Maria Rilke (1923, rev. 1948)
- Die Harmonie der Welt, opera i fem akter (1957)
- The Long Christmas Dinner, opera i en akt (1961)

## Utmärkelser
Asteroiden 5157 Hindemith är uppkallad efter honom.

## Bilder

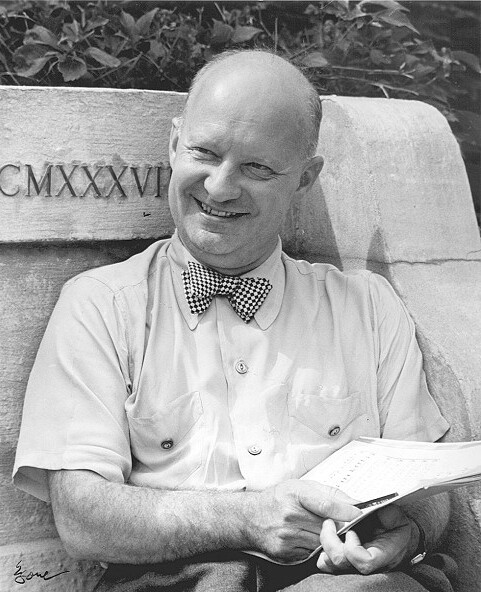
Paul Hindemith 1945 under sin USA-vistelse
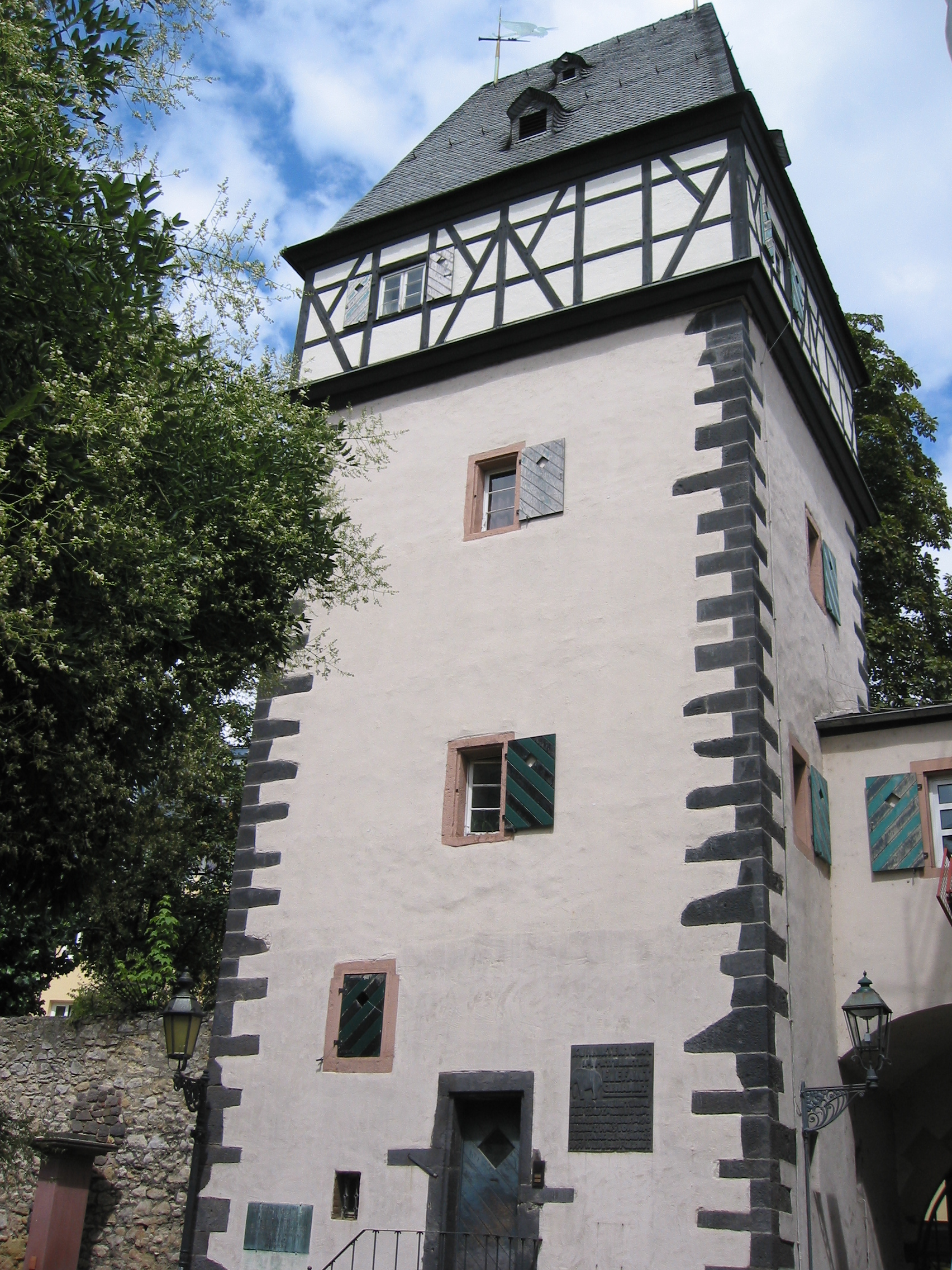
Tornet i Frankfurt där Hindemith bodde och verkade 1923–1927
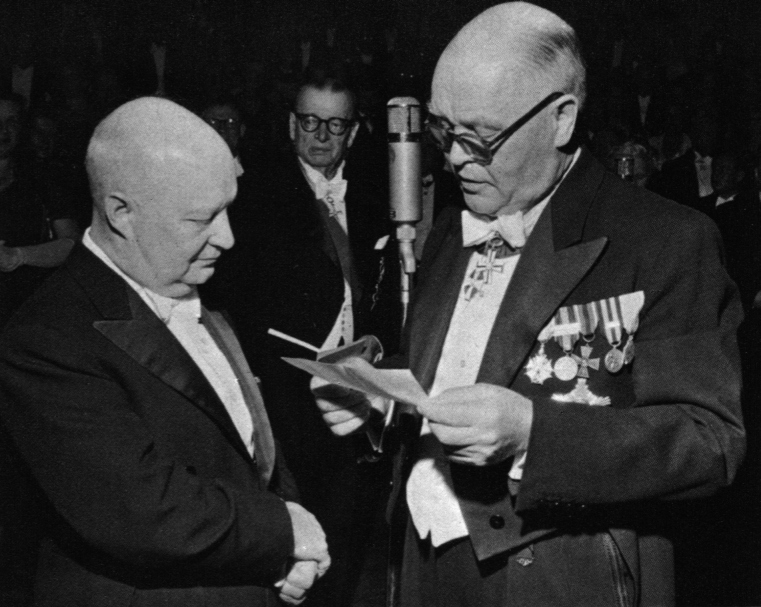
Hindemith tar emot Sibeliuspriset från Antti Wihuri i Helsingfors 1955.